# Gawęda szlachecka
Gawęda szlachecka (pogadanka kontuszowa) – gatunek prozy narracyjnej ukształtowany w literaturze polskiej w I poł. XIX wieku, wywodzący się z gawędy. Wyrosła z podłoża kultury sarmackiej, w której słowo mówione odgrywało rolę nieporównywalnie większą od pisanego, nawiązywała do opowieści powiatowych mistrzów gawędziarstwa, niezmiernie cenionych w życiu towarzyskim dworów i dworków przedrozbiorowej Rzeczypospolitej. Kluczowa dla gawędy kreacja narratora, przeciętnego szlachcica, wspominającego u schyłku życia czasy młodości, wyznaczała tematykę – życie szlacheckiej prowincji, stylizację językową i apologetyczny stosunek do przedstawionego świata, idealizowanego w opozycji do zepsutej obcymi wpływami teraźniejszości. Rozwój gawędy szlacheckiej wiąże się z poszukiwaniem rodzimej tradycji, naczelną bowiem cnotą przywołanej przez nią dawności jest swojskość, a tradycja narodowa utożsamia się tu jednoznacznie ze szlachectwem, toteż utwory tego rodzaju, propagowane i wysoko oceniane przede wszystkim w kręgach konserwatywnych, służyły rewaloryzacji szlacheckiej przeszłości.
Gawęda szlachecka składa się z obrazków lub szkiców obyczajowych, połączonych postacią narratora, wywodzącego się ze środowiska szlacheckiego i będącego typowym jego reprezentantem. Ma swobodną kompozycję, zawiera liczne dygresje, może nie respektować chronologicznej kolejności wydarzeń, charakteryzuje się obecnością elementów typowych dla mowy potocznej. Czerpanie materii głównie z przekazów ustnych oraz konieczność zapewnienia narratorowi wiarygodności przez uczynienie go uczestnikiem lub świadkiem relacjonowanych zdarzeń kierowały uwagę autorów gawędy szlacheckiej na czasy stanisławowskie. Domenami ich zainteresowań były codzienność, życie domowe, a jeśli publiczne, to w skali powiatu: dwory, pałace magnackie, palestra, sejmiki. Z wydarzeń historycznych autorzy często wykorzystywali konfederację barską, czyniąc narratora barzaninem.
Prekursorem gatunku można uznać Jana Chodźkę, którego Pan Jan ze Świsłoczy (wyd. Wilno, 1821), oraz Pan Wojski. Powieść z końca XVIII wieku (wyd. Petersburg, 1830), zawierają wiele elementów gawędy.
Jednak za właściwego twórcę gawędy szlacheckiej uważa się hrabiego Henryka Rzewuskiego, który początkowo wygłaszał w salonach swoje stylizowane na język staropolski opowiadania. Jesienią 1830 roku w Rzymie Adam Mickiewicz wysłuchiwał gawęd wygłaszanych przez Rzewuskiego. Zachwycony formą Mickiewicz nakłonił Rzewuskiego do spisywania jego opowieści, i to w takiej postaci, w jakiej były wygłaszane — bez jakiegoś zasadniczego przestylizowania. Pamiątki Soplicy zaczęły ukazywać się w tamtejszej prasie i zyskały duże uznanie kół emigracyjnych, zaś w latach 1839–1841 roku ukazały się w formie książkowej.
Pamiątki Soplicy Rzewuskiego stanowią najznakomitszą realizację gatunku. Dzieło to wywołało falę naśladownictw, sięgających aż po lata 80. XIX w., są to jednak w większości mało udane kopie pierwowzoru. Zarówno narrator, jak i podstawowe wątki ulegli szybko konwencjonalizacji, przybierając formę stereotypów. Walor wielu z tych utworów ogranicza się więc do sfery pozaartystycznej, uchroniły jednak od zapomnienia liczne szczegóły obyczajowe, charakterystyczne postacie i anegdoty.
Cechy gawędy szlacheckiej można odnaleźć w niektórych częściach Pana Tadeusza (1834) Adama Mickiewicza. Mickiewicz nie ukrywał inspiracji wcześniejszymi utworami, dlatego głównym bohaterom nadał zaczerpnięte od Rzewuskiego nazwisko Soplica, a ich dworek nazwał Soplicowo.

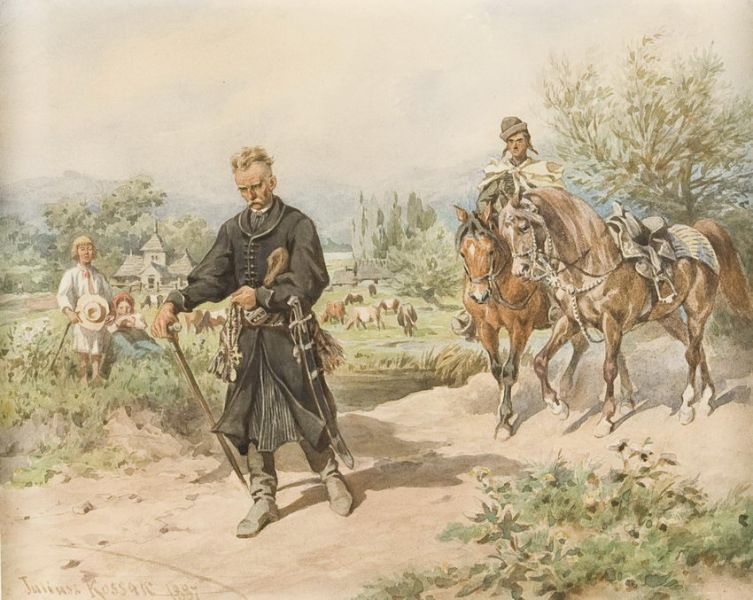
Obraz Juliusza Kossaka, Ostatni z Nieczujów na pielgrzymce, 1887

Gawędy szlacheckie pisali m.in.: Konstanty Gaszyński (Kontuszowe pogadanki, 1851), Stanisław Chołoniewski, Adam Gorczyński, Adam Amilkar Kosiński, Kazimierz Władysław Wóycicki, Władysław Syrokomla (Urodzony Jan Dęboróg, 1854), Wincenty Pol (Pamiętniki J. P. Benedykta Winnickiego, 1840–55). Z utworów wyższej rangi do gawędy szlacheckiej bywają zaliczane Preliminaria peregrynacji do Ziemi Świętej J.O. księcia Radziwiłła Sierotki Juliusza Słowackiego, wydawane w Tygodniku Literackim w latach 1840–1841. Na pograniczu gawędy szlacheckiej i powieści bądź opowiadań sytuują się Pamiętniki kwestarza (1843–1845) oraz Obrazy litewskie Ignacego Chodźki, a także cykl Ostatni z Nieczujów (1853–1855) Zygmunta Kaczkowskiego. Późną kontynuację reprezentują dwie serie: Opowiadania imć pana Wita Narwoja rotmistrza Konnej Gwardji Koronnej (1873) i Nowe opowiadania imć Pana Wita Narwoya rotmistrza Konnej Gwardyi Koronnej (1884) pióra Władysława Łozińskiego.
Poszczególne elementy poetyki gawędy szlacheckiej, zarówno w postaci czystej, jak strawestowanej, odnaleźć można w wielu utworach XIX-wiecznych, w poezji np. pewne ustępy Beniowskiego (1841) Juliusza Słowackiego, Noc strzelców w Anatolii (1856) Karola Brzozowskiego, w prozie, szczególnie w takich gatunkach jak obrazek, szkic filozoficzny, w felietonistyce. Gawęda szlachecka odegrała także znaczną rolę w rozwoju polskiej powieści historycznej. W XX w. tradycję literacką gawędy szlacheckiej podjęli przede wszystkim Władysław Zambrzycki, Ksawery Pruszyński, Melchior Wańkowicz, a w parodystycznej stylizacji Witold Gombrowicz w Trans-Atlantyku (1953).

## Niektórzy pisarze tworzący gawędy szlacheckie
- Karol Brzozowski (np. Noc strzelców w Anatolii)
- Ignacy Chodźko (np. Pamiętniki kwestarza, Obrazy litewskie)
- Jan Chodźko (np. Pan Wojski)
- Stanisław Chołoniewski
- Konstanty Gaszyński (np. Kontuszowe pogadanki)
- Witold Gombrowicz (np. Trans-Atlantyk)
- Adam Gorczyński
- Zygmunt Kaczkowski (np. cykl powieści i opowiadań Ostatni z Nieczujów)
- Adam Amilkar Kosiński
- Władysław Łoziński (np. Opowiadania imć pana Wita Narwoja rotmistrza Konnej Gwardji Koronnej)
- Adam Mickiewicz (np. Pan Tadeusz)
- Ksawery Pruszyński
- Henryk Rzewuski (np. Pamiątki Soplicy)
- Juliusz Słowacki (np. Preliminaria peregrynacji do Ziemi Świętej J.O. księcia Radziwiłła Sierotki, Beniowski)
- Kajetan Suffczyński
- Władysław Syrokomla
- Melchior Wańkowicz
- Kazimierz Władysław Wóycicki
- Władysław Zambrzycki